# Karl-Heinz Helbing
Karl-Heinz Helbing (* 7. März 1957 in Mainz-Kastel) ist ein ehemaliger deutscher Ringer und Gewinner der Bronzemedaille bei den Olympischen Spielen 1976 in Montreal im griechisch-römischen Stil im Weltergewicht.

## Werdegang
Karl-Heinz Helbing begann als 12-jähriger Junge beim ASV Mainz 1888 mit dem Ringen. Unter Anleitung der Trainer Kurt Steinmetz, Nuri Cakici und Franz Schmitt (Ringer) entwickelte er sich rasch zu einem hervorragenden Ringer im griechisch-römischen Stil, der schon als 16-Jähriger im Jahre 1973 deutscher Juniorenmeister (d. i. Altersgruppe bis 21 Jahre) im Weltergewicht wurde. 1974 wurde er auch deutscher Jugendmeister (d. i. Altersgruppe bis 18 Jahre) in der Klasse bis 75 kg Körpergewicht.
1975 überraschte Karl-Heinz die Ringerfachwelt, als er als 18-jähriger Neuling beim Großen Preis der Bundesrepublik Deutschland in Aschaffenburg im Weltergewicht einen hervorragenden 3. Platz belegte. 1976 gelang Karl-Heinz der erste Titelgewinn bei einer deutschen Meisterschaft der Senioren und die Qualifikation für die Olympischen Spiele in Montreal. In Montreal erlebte der 19-Jährige die größten Sternstunden seiner Laufbahn, denn er gewann dort die Bronzemedaille im Weltergewicht. Für diesen Erfolg zeichnete Bundespräsident Walter Scheel ihn mit dem Silbernen Lorbeerblatt aus.
1977 gelang Karl-Heinz noch einmal ein großer Erfolg im Juniorenbereich, als er in Las Vegas Vizeweltmeister bei den Espoirs (Altersgruppe bis 20 Jahre) im Weltergewicht wurde. Bei der Weltmeisterschaft 1977 in Göteborg traf Karl-Heinz nach drei Siegen in der 4. Runde auf den Silbermedaillengewinner von Montreal Vitezlav Macha. In einem verbissen geführten Gefecht gelang keinem der Athleten eine Wertung, worauf beide wegen Passivität disqualifiziert wurden und mit je 4 Fehlpunkten belastet wurden. Während Karl-Heinz Helbing nach einer knappen Punktniederlage in der 5. Runde gegen den Schweden Lennart Lundell ausscheiden musste, kämpfte sich Macha bis zum Titelgewinn durch.
In den nächsten Jahren gewann Karl-Heinz bei der Weltmeisterschaft 1979 in San Diego im Weltergewicht noch einmal eine Bronzemedaille. Er konnte sich auch noch bei einigen internationalen Meisterschaften im Vorderfeld platzieren, so wurde er z. B. bei der Europameisterschaft 1980 in Prievidza vierter Sieger und belegte den gleichen Platz auch noch bei der Europameisterschaft 1984 in Jönköping, ein weiterer Medaillengewinn gelang ihm aber nicht mehr. 1980 war Karl-Heinz Helbing zum KSV Witten 07 gewechselt, wo ihn Fritz Schrader betreute.
Karl-Heinz Helbing war ein Vielstarter. Bei den internationalen Meisterschaften und den zahlreichen sonstigen Turnieren, die er bestritt besiegte er u. a. folgende hochdekorierte Weltklasseringer: Wjatscheslaw Mkrytschew und Wladimir Galkin aus der UdSSR, Mikko Huhtala und Jouko Salomäki aus Finnland, Petros Galaktopoulos aus Griechenland, Stanisław Krzesiński, Andrzej Franas und Andrzej Supron aus Polen, Lennart Lundell aus Schweden, Gheorghe Ciobotaru und Ștefan Rusu aus Rumänien. Karl-Heinz hatte aber auch Angstgegner, gegen die er nie gewinnen konnte, das waren vor allem Vítězslav Mácha aus der CSSR, Michail Mamiaschwili aus der UdSSR und Ferenc Kocsis aus Ungarn.
Karl-Heinz Helbing, der Installateur gelernt hatte, ist Angestellter der Stadtwerke Mainz. 1986 beendete er seine internationale Karriere. Er wirkte danach bei vielen Vereinen als Trainer, erwähnt seien hier nur der  ASV Mainz 1888, die RWG Mömbris-Königshofen und der TSV Gailbach. Zurzeit ist er Landestrainer in Rheinhessen, Assistenztrainer der Frauennationalmannschaft beim Deutschen Ringer-Bund und Cheftrainer der WKG Untere Nahe. Von seinen acht Kindern, von denen einige auch auf der Ringermatte standen, tat sich besonders seine Tochter Sabrina (u. a. Europameisterin) hervor, die zur deutschen Spitzenklasse im Frauenringen zählte.

## Internationale Erfolge
(alle Wettbewerbe im griechisch-römischen Stil, OS = Olympische Spiele, WM = Weltmeisterschaft, EM = Europameisterschaft, Weltergewicht, damals bis 74 kg Körpergewicht)
| Jahr | Platz  | Wettbewerb                                                   | Gew.-Kl. | |
| 1974 | 8.     | Junioren-WM in Haparanda                                     | Welter   | Sieger: Janko Schopow, Bulgarien vor Taimuraz Abchasawa, UdSSR und Victor Prentin, Rumänien |
| 1975 | 3.     | Großer Preis der Bundesrepublik Deutschland in Aschaffenburg | Welter   | hinter Gheorghe Ciobotaru, Rumänien und Janko Schopow und vor Hans-Joachim Klötzing, BRD und Daniel Emolin, Frankreich |
| 1975 | 3.     | EG-Meisterschaft in Fredrikshavn/Dänemark                    | Welter   | hinter Gian-Matteo Ranzi, Italien und Niels Madsen, Dänemark |
| 1976 | 7.     | EM in Leningrad                                              | Welter   | mit einem Sieg über Klaus-Peter Kossow, DDR und Niederlagen gegen Iosif Berischwili, UdSSR und Lennart Lundell, Schweden |
| 1976 | Bronze | OS in Montreal                                               | Welter   | mit Siegen über Mikko Huhtala, Finnland und Petros Galaktopoulos, Griechenland, einem Unentschieden gegen Janko Schopow und Niederlagen gegen Vitezlav Macha, CSSR und Anatoli Bykow, UdSSR                                    |
| 1977 | 2.     | Junioren-WM in Las Vegas                                     | Welter   | hinter Baranow, UdSSR und vor Pankow, Bulgarien und Zapokeny, Polen |
| 1977 | 3.     | Turnier in Helsinki                                          | Welter   | hinter Jan Karlsson, Schweden und Mikko Huhtala |
| 1977 | 6.     | WM in Göteborg                                               | Welter   | mit Siegen über Lasse Carlssen, Norwegen, Stanisław Krzesiński, Polen und Adrian Popa, Rumänien, und einer Niederlage gegen Lennart Lundell, im Kampf Helbing gegen Macha wurden beide Ringer wegen Passivität disqualifiziert |
| 1978 | 2.     | Turnier in Athen                                             | Welter   | hinter Daniel Emolin und vor A. Messiakaris, Griechenland |
| 1978 | 1.     | EG-Meisterschaft in Arnheim                                  | Welter   | vor Jacques Van Lancker, Belgien und Feleciano Mariotto, Italien |
| 1978 | 6.     | EM in Oslo                                                   | Welter   | mit einem Sieg über Berberi, Albanien und Niederlagen gegen Vitešlav Macha und Ferenc Kocsis, Ungarn |
| 1978 | 10.    | WM in Mexiko-Stadt                                           | Welter   | mit einem Sieg über Lennart Lundell und einer Niederlage gegen Arif Niftulajew, UdSSR; im Kampf Helbing gegen Stanisław Krzesiński wurden beide Ringer wegen Passivität disqualifiziert                                        |
| 1979 | 10.    | EM in Bukarest                                               | Welter   | mit einem Sieg über Feleciano Mariotto und Niederlagen gegen Wjatscheslaw Mrkrytschew, UdSSR und Andrzej Franas, Polen |
| 1979 | 3.     | WM in San Diego                                              | Welter   | mit Siegen über Mikko Huhtala, Edy Brun, Schweiz, Iwan Cervantes, Mexiko und Gheorghe Ciobotaru und Niederlagen gegen Janko Schopow und Ferenc Kocsis                                                                          |
| 1980 | 4.     | EM in Prievidza                                              | Welter   | mit Siegen über Ronald Schulz, DDR, Andrzej Franas und Wjatscheslaw Mkrytschew, UdSSR und Niederlagen gegen Nedko Nedew, Bulgarien und Mikko Huhtala                                                                           |
| 1980 | 2.     | EG-Meisterschaft in Sönderborg                               | Welter   | hinter Matti Övermark, Finnland und vor Feliciano Mariotto und Jacques Van Lancker |
| 1981 | 5.     | Großer Preis der BRD in Aschaffenburg                        | Welter   | hinter Wladimir Galkin, UdSSR, Karolj Kasap, Jugoslawien, Lennart Lundell und Andrzej Supron, Polen und vor Wolfgang Vattes, BRD                                                                                               |
| 1981 | 2.     | Turnier in Warschau                                          | Welter   | hinter Wladimir Galkin und vor Wladimir Zabagalin, UdSSR |
| 1981 | 12.    | EM in Göteborg                                               | Welter   | nach Niederlagen gegen Wladimir Galkin und Gheorghe Ciobotaru |
| 1981 | 10.    | WM 1981 in Oslo                                              | Welter   | mit einem Sieg über Philipe Vidal, Frankreich und Niederlagen gegen Janko Schopow und Alexander Kudrjawzew, UdSSR |
| 1982 | 1.     | World-Cup in Budapest                                        | Welter   | vor Wladimir Arsenjew, UdSSR, Tibor Komáromi, Ungarn, Ichiro Tani, Japan und David Butler, USA |
| 1982 | 1.     | Turnier in Klippan/Schweden                                  | Welter   | vor Wladimir Galkin, Magnus Fredriksson, Schweden, Roger Tallroth, Schweden und Andrzej Supron |
| 1982 | 7.     | WM in Edmonton                                               | Welter   | mit Siegen über Jouko Salomäki, Finnland und Andrzej Supron und Niederlagen gegen Alexander Kudrjawzew und Stojan Wasiljew, Bulgarien                                                                                          |
| 1983 | 2.     | „Werner-Seelenbinde“-Turnier in Leipzig                      | Welter   | hinter Wladimir Zabagalin und vor Wladimir Saporoschenkow, UdSSR |
| 1983 | 12.    | EM in Budapest                                               | Welter   | nach Niederlagen gegen Kanuguine, UdSSR und Andrzej Supron |
| 1983 | 8.     | WM in Kiew                                                   | Welter   | mit einem Sieg über Olsen, Norwegen und Niederlagen gegen Michail Mamiaschwili, UdSSR und Takahiro Muchai, Japan |
| 1984 | 4.     | Großer Preis der BRD in Freiburg im Breisgau                 | Welter   | hinter Michail Mamiaschwili, Roger Tallroth, Ștefan Rusu, Rumänien und vor J. Jamon, CSSR und P. Vamos, Ungarn |
| 1984 | 4.     | EM in Jönköping                                              | Welter   | mit Siegen über Andrzej Supron, Branko Dukic, Jugoslawien und Stefan Rusu und Niederlagen gegen Roger Tallroth und Michail Mamiaschwili                                                                                        |
| 1984 | 11.    | OS in Los Angeles                                            | Welter   | mit einem Sieg über Stratico, Argentinien und Niederlagen gegen Kim Young-Nam, Südkorea und Christopher Catalfo, USA |
| 1985 | 6.     | WM in Kolbotn/Norwegen                                       | Welter   | mit Siegen über Oliver, USA, Martial Mischler, Frankreich, Tabatabai, Iran und Jouko Salomäki und Niederlagen gegen Michail Mamiaschwili und Borislaw Welitschkow, Bulgarien                                                   |

## Deutsche Meisterschaften
| Jahr | Platz | Gew.-Kl. |                                                                                     |
| 1975 | 2.    | Welter   | hinter Hans-Joachim Klötzing, Hamburg und vor Peter Schöffler, Freiburg im Breisgau |
| 1976 | 1.    | Welter   | vor Hans-Joachim Klötzing und Kurt Gansserich, Witten                               |
| 1977 | 1.    | Welter   | vor Hans-Joachim Klötzing und Wolfgang Engel, Baienfurt                             |
| 1978 | 1.    | Welter   | vor Hans-Joachim Klötzing und Frank Fritsche, Bonn                                  |
| 1979 | 1.    | Welter   | vor Lothar Ruch, Aldenhoven und Frank Fritsche                                      |
| 1980 | 1.    | Welter   | vor Frank Fritsche und Lothar Ruch                                                  |
| 1981 | 1.    | Welter   | vor Wolfgang Vattes, Freiburg und Norbert Hilzendegen, Mainz                        |
| 1982 | 1.    | Welter   | vor Wolfgang Vattes und Raimund Feser, Baienfurt                                    |
| 1983 | 1.    | Welter   | vor Erich Klaus, Reilingen und Raimund Feser                                        |
| 1984 | 1.    | Welter   | vor Raimund Feser und Wolfgang Vattes                                               |
| 1985 | 1.    | Welter   | vor Raimund Feser und Norbert Hilzendegen                                           |